# Bạch cập
Bạch cập (白芨, danh pháp hai phần: Bletilla striata) là một loài lan trong chi Bạch cập.
Cây phân bố từ Nhật Bản, Trung Quốc đến Việt Nam. Tại Việt Nam, cây có mặt ở Sa Pa, Tam Đảo và miền Trung.

## Hình ảnh

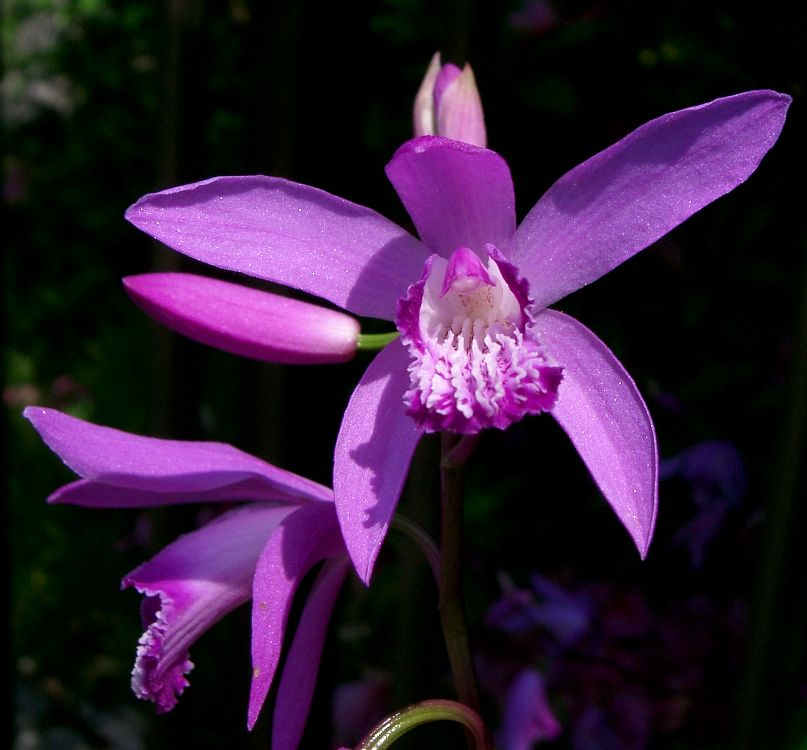
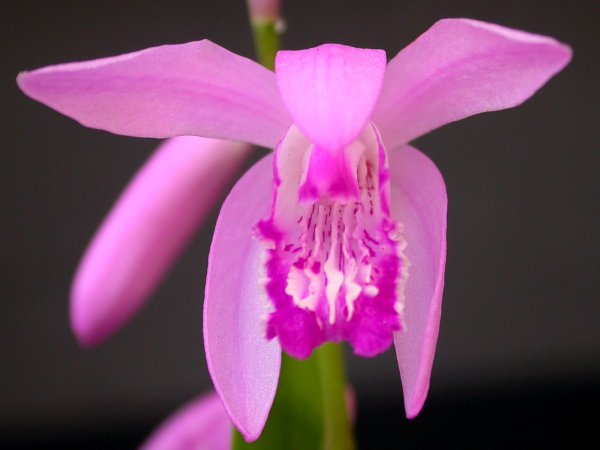
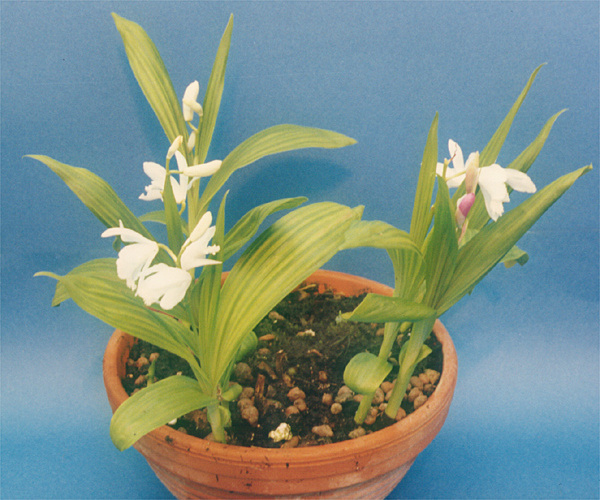
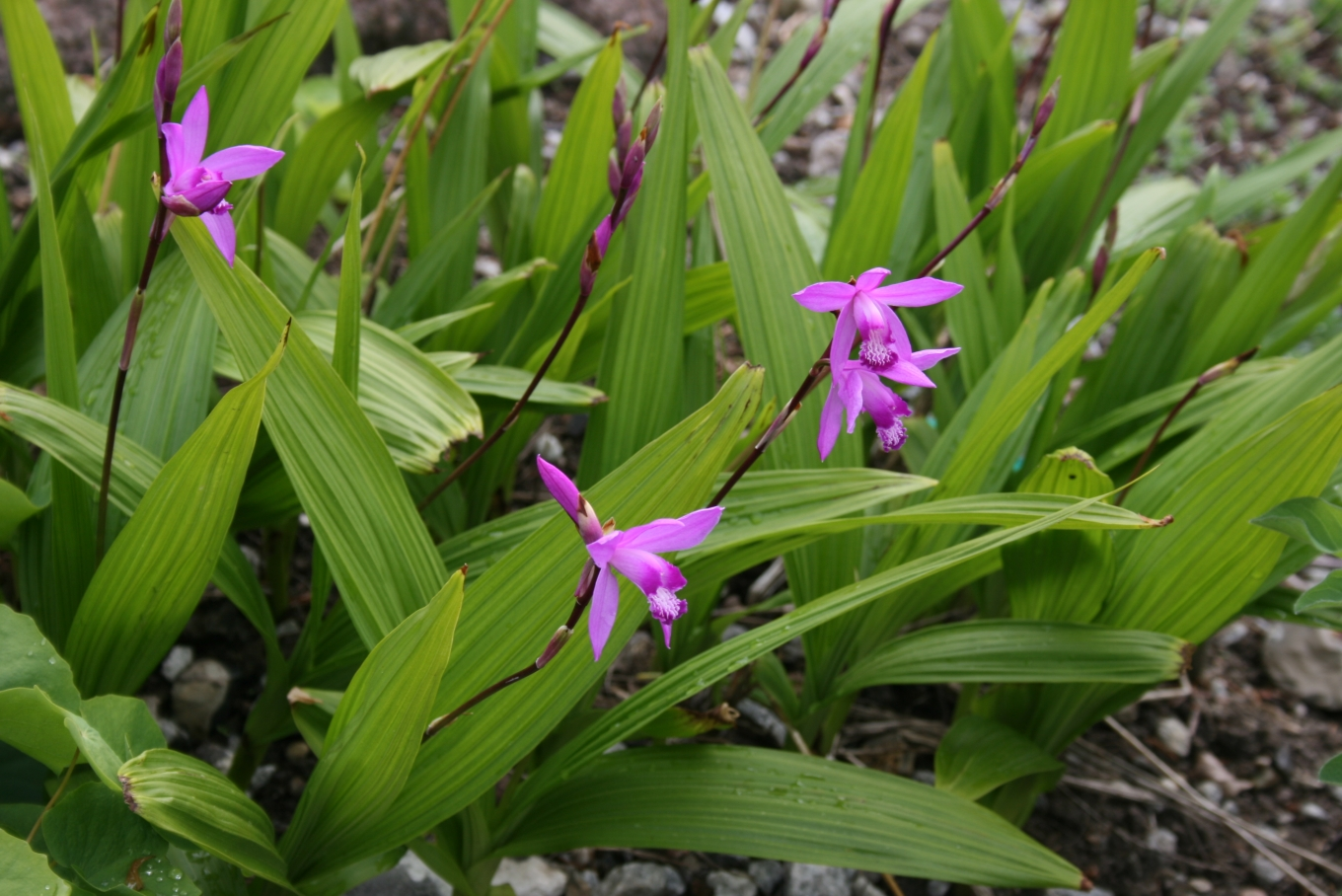